# Rangun
Rangun [ʁaŋˈɡuːn] (offiziell Yangon [jaŋˈgɔn], englisch Rangoon) ist eine Stadt in Myanmar und Hauptstadt des Verwaltungsbezirks Yangon-Division. Mit rund 5,21 Millionen Einwohnern in der eigentlichen Stadt und 5.998.000 Einwohnern in der Agglomeration (Stand Census von 2013) ist Rangun die größte Stadt und das industrielle Zentrum des Landes. Bis zum Jahr 2005 war Rangun die Hauptstadt Myanmars; der Regierungssitz wurde dann nach Naypyidaw verlegt.

## Geographie

### Geographische Lage

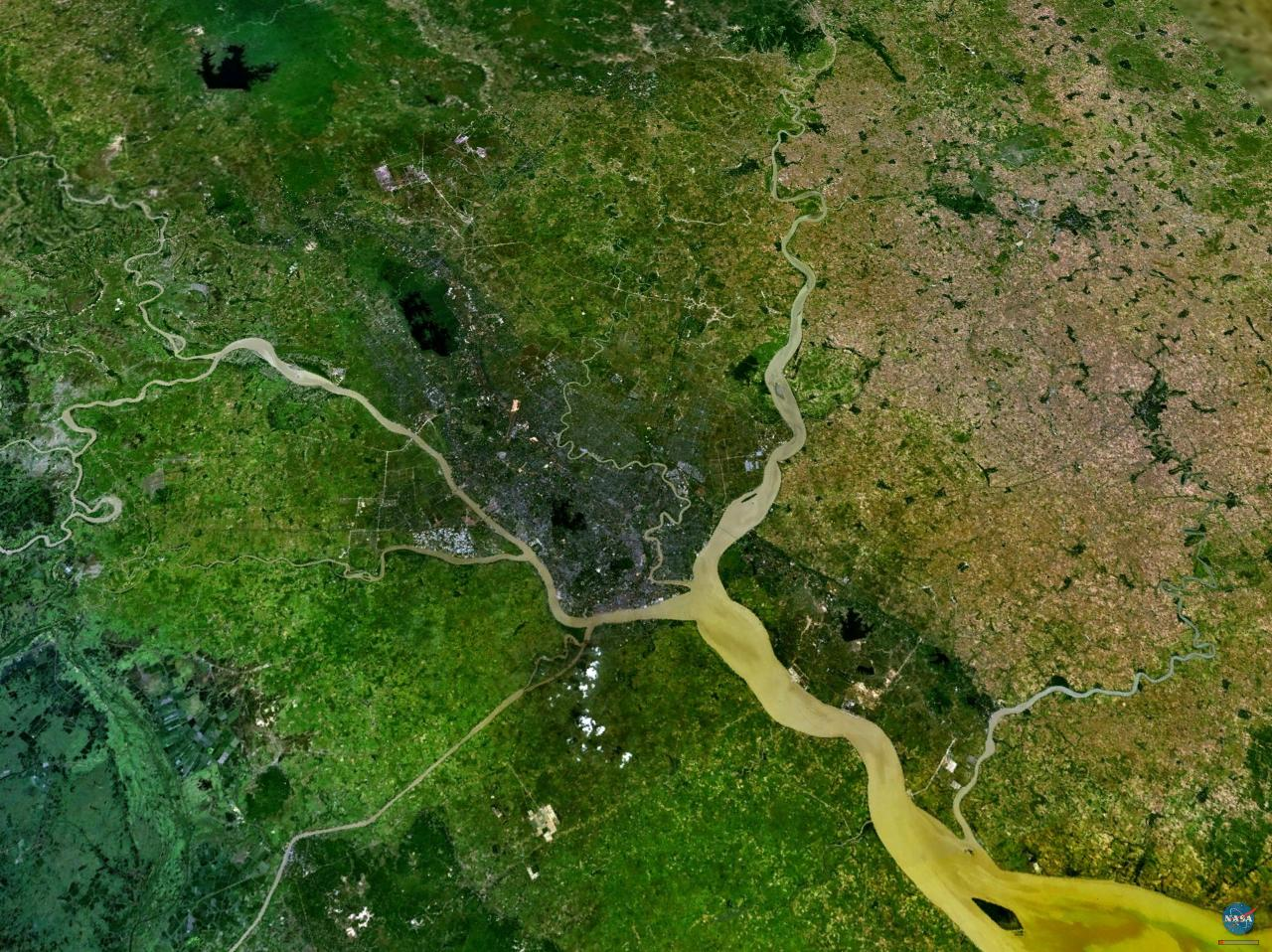
Lage Yangons auf Satellitenaufnahme

Rangun liegt im Süden des Landes am Ostrand des Irrawaddydeltas in der Nähe des Golfes von Martaban, einem Meeresarm des Andamanischen Meeres, durchschnittlich 15 Meter über dem Meeresspiegel. Die Altstadt liegt direkt an der Mündung des Bago in den Yangon River, einen der vielen Mündungsarme des Irrawaddy/Ayerawaddy. Mit dem Panzudaung und dem Twante Kanal sowie dessen Seitenarm Pun Hlaing münden weitere schiffbare Gewässer direkt im Stadtgebiet.

### Stadtgliederung
Rangun gliedert sich in vier Bezirke und 32 Stadtteile:
- Western District (Innenstadt): Ahlone Township, Bahan Township, Dagon Township, Kyauktada Township, Kyeemyintdine Township, Lanmadaw Township, Latha Township, Pabedan Township, Sanchaung Township und Seikkan Township
- Eastern District: Dagon Seikkan Township, East Dagon Township, North Dagon Township, North Okkalapa Township, South Dagon Township, South Okkalapa Township, Thingangyun Township und Botahtaung Township
- Northern District: Hlaing Township, Hlaingthaya Township, Insein Township, Kamayut Township, Mayangone Township, Mingaladone Township, Pazundaung Township und Shwepyitha Township
- Southern District: Dala Township, Dawbon Township, Mingalataungnyunt Township, Thaketa Township, Tamwe Township, Yankin Township und Seikkyi Kanaungto Township

### Klima
Die Stadt befindet sich in der tropischen Klimazone. Die durchschnittliche Jahrestemperatur beträgt 27,5 Grad Celsius, die jährliche Niederschlagsmenge im Mittel 2681 Millimeter.
Die durchschnittliche Temperatur liegt das ganze Jahr über bei 25,0 bis 30,3 Grad Celsius. Der wärmste Monat ist der April mit 30,3 Grad Celsius im Mittel, der kälteste der Januar mit durchschnittlich 25,0 Grad Celsius.
Hauptregenzeit ist zwischen Mai und Oktober. Der meiste Niederschlag fällt im August mit 602,0 Millimetern, der wenigste im Februar mit 2,0 Millimetern.
|                       | Jan  | Feb  | Mär  | Apr  | Mai  | Jun  | Jul  | Aug  | Sep  | Okt  | Nov  | Dez  |   |       |
| Mittl. Tagesmax. (°C) | 32,2 | 34,5 | 36,0 | 37,0 | 33,4 | 30,2 | 29,7 | 29,6 | 30,4 | 31,5 | 32,0 | 31,5 | ⌀ | 32,3  |
| Mittl. Tagesmin. (°C) | 17,9 | 19,3 | 21,6 | 24,3 | 25,0 | 24,5 | 24,1 | 24,1 | 24,2 | 24,2 | 22,4 | 19,0 | ⌀ | 22,6  |
|                       |      |      |      |      |      |      |      |      |      |      |      |      |   |       |
| Niederschlag (mm)     | 5    | 2    | 7    | 15   | 303  | 547  | 559  | 602  | 368  | 206  | 60   | 7    | Σ | 2681  |
|                       |      |      |      |      |      |      |      |      |      |      |      |      |   |       |
| Sonnenstunden (h/d)   | 9,2  | 9,1  | 9,1  | 9,1  | 6,0  | 3,5  | 2,6  | 3,0  | 4,6  | 6,9  | 9,5  | 9,1  | ⌀ | 6,8   |
|                       |      |      |      |      |      |      |      |      |      |      |      |      |   |       |
| Regentage (d)         | 0,2  | 0,2  | 0,4  | 1,6  | 12,6 | 25,3 | 26,2 | 26,1 | 19,5 | 12,2 | 4,8  | 0,2  | Σ | 129,3 |
|                       |      |      |      |      |      |      |      |      |      |      |      |      |   |       |
| Wassertemperatur (°C) | 26   | 26   | 28   | 28   | 29   | 29   | 28   | 28   | 28   | 28   | 27   | 27   | ⌀ | 27,7  |
|                       |      |      |      |      |      |      |      |      |      |      |      |      |   |       |
| Luftfeuchtigkeit (%)  | 65   | 62   | 65   | 66   | 79   | 90   | 91   | 92   | 89   | 84   | 78   | 70   | ⌀ | 77,7  |

| 17,9 |

| 19,3 |

| 21,6 |

| 24,3 |

| 25,0 |

| 24,5 |

| 24,1 |

| 24,1 |

| 24,2 |

| 24,2 |

| 22,4 |

| 19,0 |

| 17,9 |

| 19,3 |

| 21,6 |

| 24,3 |

| 25,0 |

| 24,5 |

| 24,1 |

| 24,1 |

| 24,2 |

| 24,2 |

| 22,4 |

| 19,0 |

## Geschichte

### Überblick

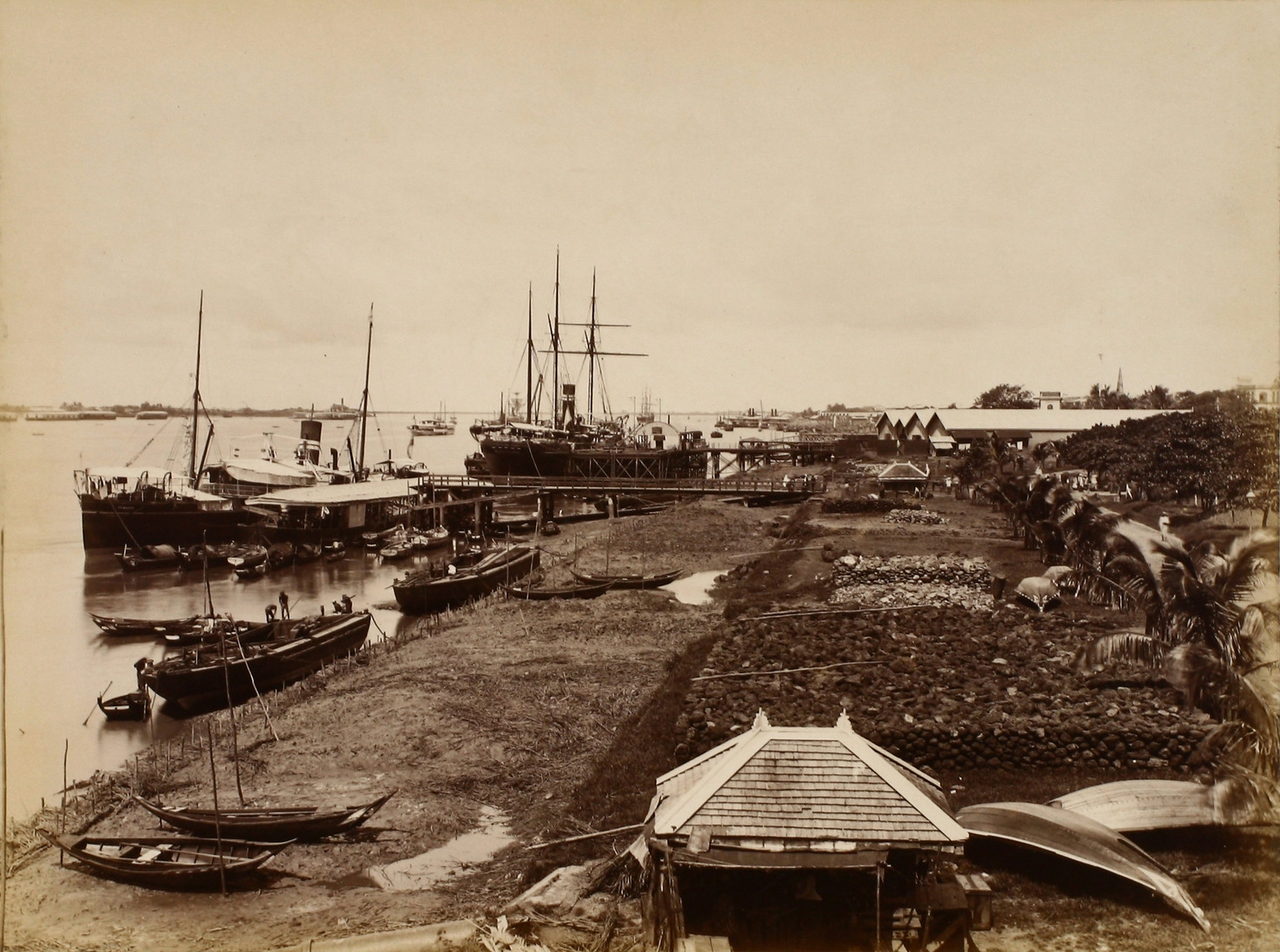
Der Hafen Yangons, um 1895

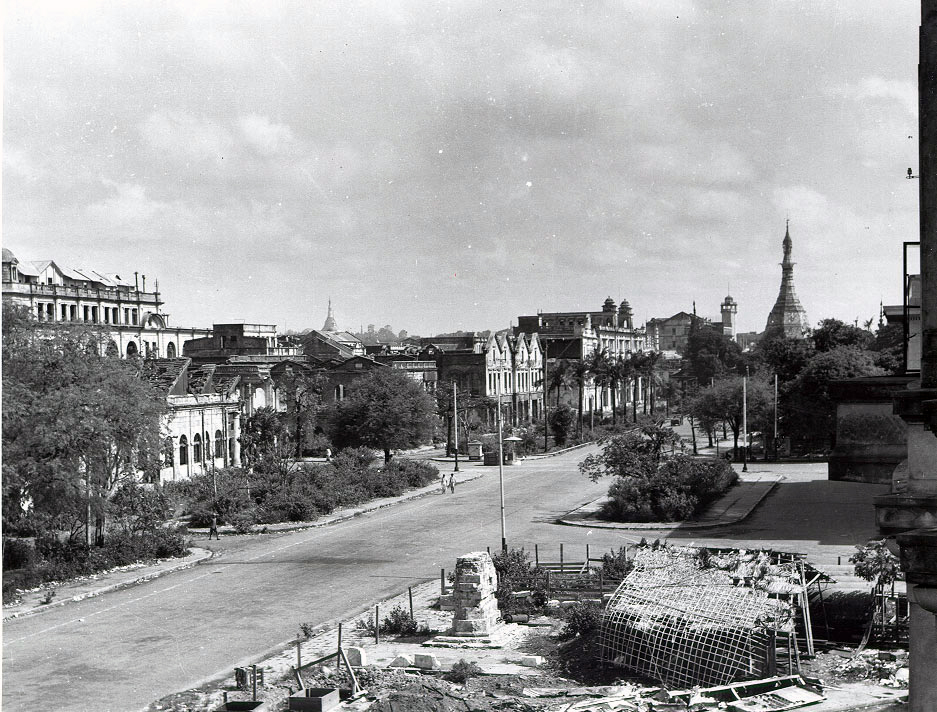
Stadtbild der Innenstadt, 1945

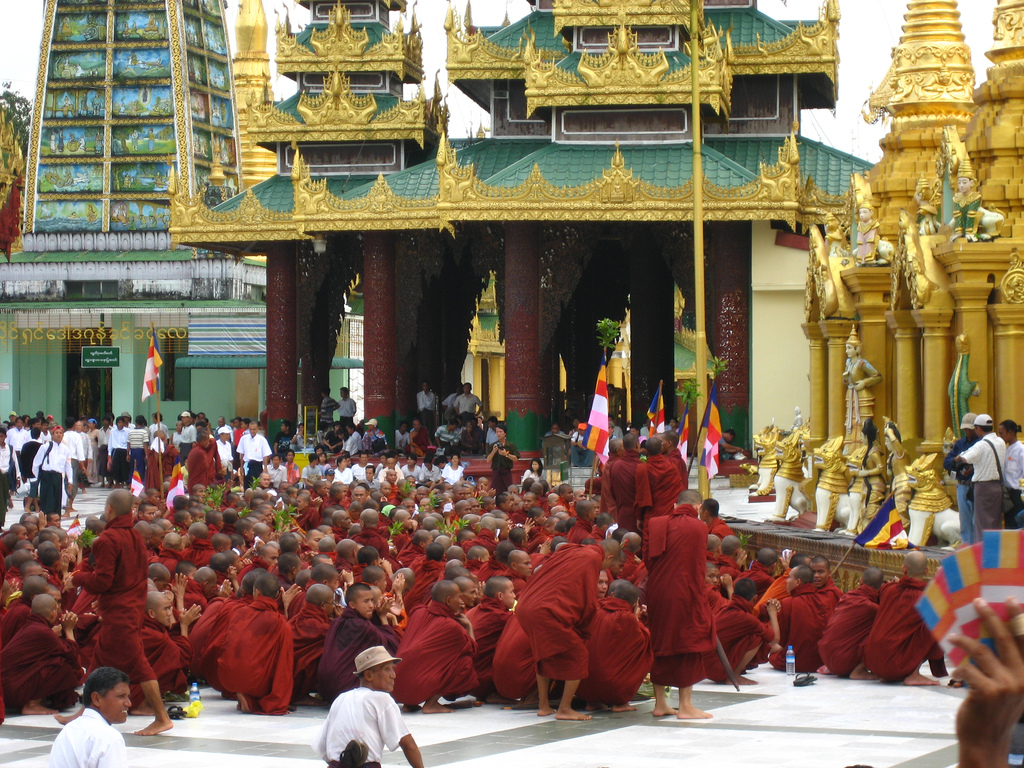
Proteste in Rangun 2007

Bis 1755 hieß die Stadt Dagon und gehörte zum Reich der Mon. Ihre Ursprünge gehen auf das 5. Jahrhundert v. Chr. zurück. Nach der Unterwerfung aller Städte der Mon durch den birmanischen König Alaungphaya erhob dieser das Städtchen im Jahre 1755 zur Hauptstadt des birmanischen Reichs. Er benannte es um in Yangon, was übersetzt „Ende des Streits“ bedeutet.
Im Jahre 1824 wurde Rangun von Großbritannien erobert, das zwei Jahre später seinen Herrschaftsanspruch wieder abtrat. Die Stadt entwickelte sich ab Ende des 19. Jahrhunderts zu einer modernen Gemeinde, nachdem sie nach dem zweiten britisch-birmanischen Krieg 1852 erneut unter britische Herrschaft gekommen war.
Im Jahre 1930 wurde Rangun durch ein Erdbeben und die nachfolgende Flutwelle weitgehend zerstört. Im Zweiten Weltkrieg wurde die Stadt am 8. März 1942 im Verlauf des Pazifikkriegs von der japanischen Armee besetzt. Als Birma 1948 die Unabhängigkeit von Großbritannien erlangte, wurde Rangun Hauptstadt des Landes.
Von 1954 bis 1956 fand in Rangun das sechste buddhistische Konzil der Theravada-Tradition statt.
Am 9. Oktober 1983 starben bei einem Bombenanschlag im Norden von Rangun 19 Personen, darunter vier Kabinettsmitglieder aus Südkorea. Bei den Toten handelte es sich um Kim Jae Ik, Suh Sook Joon, Hahn Pyong Choon und Außenminister Lee Bum Suk. Nach Untersuchungen wurde Nordkorea offiziell beschuldigt, den Anschlag verübt zu haben.
Am 8. August 1988 gipfelten monatelange Unruhen (8888 Uprising) wegen der Wirtschaftspolitik des Militärs unter Führung von General Ne Win in der gewaltsamen Niederschlagung von Protesten in Rangun mit mehreren tausend Toten. Ein neues Militärregime unter General Saw Maung etablierte sich als Staatsrat für die Wiederherstellung von Recht und Ordnung (SLORC).
1989 wurde der englische Kolonialname Rangun (Rangoon) wieder in Yangon geändert.
Als 1990 bei demokratischen Wahlen die oppositionelle Nationale Liga für Demokratie (NLD) einen Erdrutschsieg errang, wurden die Wahlen vom Militärregime für ungültig erklärt, und es kam in Rangun zu einer blutigen Niederschlagung von friedlichen Studentenprotesten. Das Regime blieb an der Macht.
Am 7. November 2005 gab Informationsminister General Kyaw Hsan bekannt, dass am Vortag damit begonnen wurde, alle Ministerien und sonstigen Regierungsbehörden aus Rangun nach Naypyidaw zu verlegen. Dadurch wurde Naypyidaw ab Dezember 2005 der neue Regierungssitz und offizielle Hauptstadt des Landes.
Im August 2007 formierten sich Protestkundgebungen in Rangun, zunächst angeführt von buddhistischen Mönchen und Nonnen, denen sich bald auch Zivilisten anschlossen. Am 24. September wurden bereits über 100.000 Demonstranten gezählt. Anders als in der Vergangenheit schritt die Militärführung zunächst nicht ein, doch am 25. September begann sie gegen die Demonstranten vorzugehen. Nach offiziellen Angaben kamen zehn Menschen ums Leben, darunter ein japanischer Journalist. Inoffizielle Beobachter sprachen von bis zu 200 Toten. Mehrere hundert Menschen wurden verletzt. Soldaten stürmten zahlreiche Klöster in Rangun. Weiterhin wurden Oppositionspolitiker im ganzen Land verhaftet. Insgesamt soll es hunderte Festnahmen gegeben haben. Vier Tage später erklärte die Militärjunta schließlich die Revolte als zerschlagen und beendet.

### Einwohnerentwicklung
Die folgende Übersicht zeigt die Einwohnerzahlen nach dem jeweiligen Gebietsstand. Für das Jahr 2050 wird eine Bevölkerung von 8,4 Millionen prognostiziert.

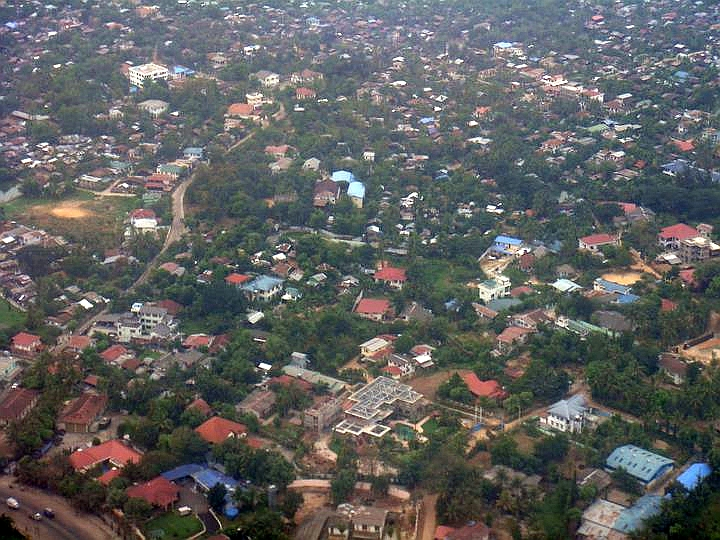
Yangon aus der Luft, 2011

| Jahr | Einwohner |
| ---- | --------- |
| 1820 | 040.000   |
| 1871 | 098.700   |
| 1881 | 134.200   |
| 1891 | 180.300   |
| 1901 | 234.900   |
| 1911 | 293.300   |
| 1921 | 342.000   |

| Jahr | Einwohner  |
| ---- | ---------- |
| 1931 | 399.000    |
| 1941 | 500.800    |
| 1953 | 711.500    |
| 1958 | 922.000    |
| 1966 | 1.616.9000 |
| 1969 | 1.717.6000 |
| 1973 | 2.056.1000 |

| Jahr | Einwohner |
| ---- | --------- |
| 1977 | 2.276.000 |
| 1983 | 2.513.023 |
| 1985 | 2.788.000 |
| 1990 | 3.302.000 |
| 1995 | 3.873.000 |
| 2005 | 4.477.638 |
| 2013 | 5.209.541 |

## Religion
Wie in ganz Myanmar, so ist auch in Rangun der Buddhismus die vorherrschende Religion. Viele Pagoden und Tempelanlagen (s. u.) in der Stadt machen dies überdeutlich. Daneben prägen moslemische Sakralbauten das Stadtbild.
Aber auch das Christentum hat eine gewisse Bedeutung. So ist Rangun Sitz eines römisch-katholischen Erzbischofs, der dem  Erzbistum Yangon vorsteht. Die Kathedrale ist der Unbefleckten Empfängnis Mariens gewidmet. Die Anglikanische Gemeinschaft ist in Rangun ebenfalls mit einem Erzbischof vertreten. Er leitet die Diözese Yangon der Church of the Province of Myanmar, deren Primas er auch ist. Hauptkirche ist die Holy Trinity Cathedral.
Auch Jainas und Sikhs haben religiöse Zentren in mehreren Stadtvierteln.

## Kultur und Sehenswürdigkeiten

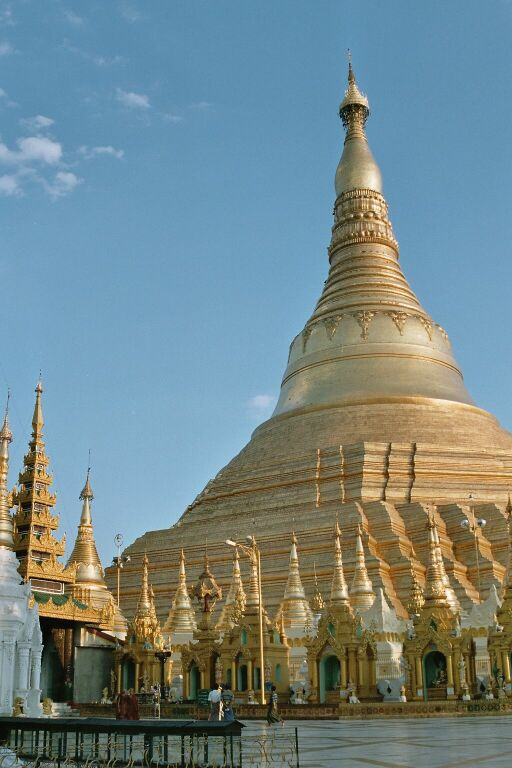
Shwedagon-Pagode

### Bauwerke
In der Stadt befinden sich das Nationalmuseum für Kunst und Archäologie, die Nationalbibliothek und die Weltfriedens-Pagode, die 1952 zu Ehren des 2500. Todestages Buddhas erbaut wurde.

#### Pagoden

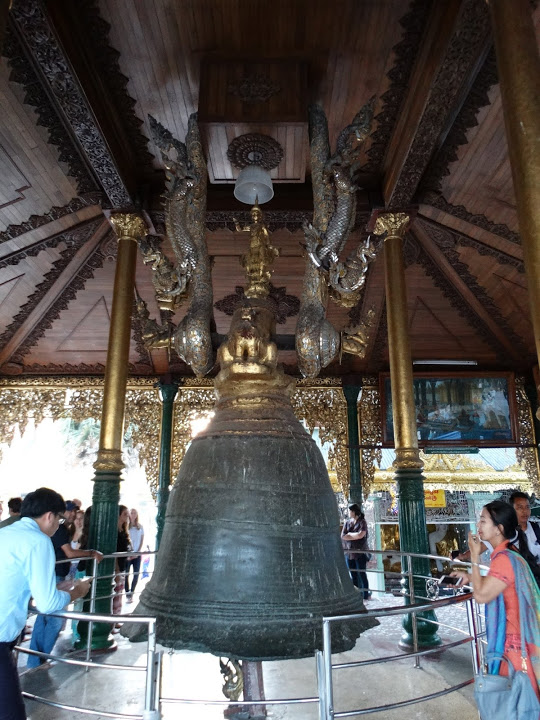
Die Glocke der Shwedagon Pagode

Drei große Pagoden gelten als besonders bemerkenswert: die hafennah gelegene Botataung-Pagode, die Sule-Pagode, die den städteplanerischen Bezugspunkt der kolonial geprägten Innenstadt darstellt und die Shwedagon-Pagode, das religiöse Zentrum Myanmars.
Die gut 40 Meter hohe Sule-Pagode, die auch Kyaik Athok heißt, soll bereits seit 253 v. Chr. existieren, als die Mönche Sona und Uttara unter anderem zehn Haare Buddhas vom dritten buddhistischen Konzil mitbrachten.
Das wohl bemerkenswerteste Denkmal der Stadt ist die große Shwedagon-Pagode, ein alter buddhistischer Schrein, der 98 Meter hoch und mit Blattgold überzogen ist. Die ältesten Teile der Pagode stammen, gemäß der Überlieferung, aus dem 5. Jahrhundert v. Chr. Seit 1564 wurde die Pagode durch acht Erdbeben immer wieder beschädigt. Während eines Bebens im Jahr 1786 stürzte der gesamte obere Teil ab. Die heutige Höhe und Form gehen auf die darauf folgenden Renovierungen zurück. Zuletzt verursachte ein Brand im Jahr 1931 schwere Schäden.

#### Kolonialarchitektur

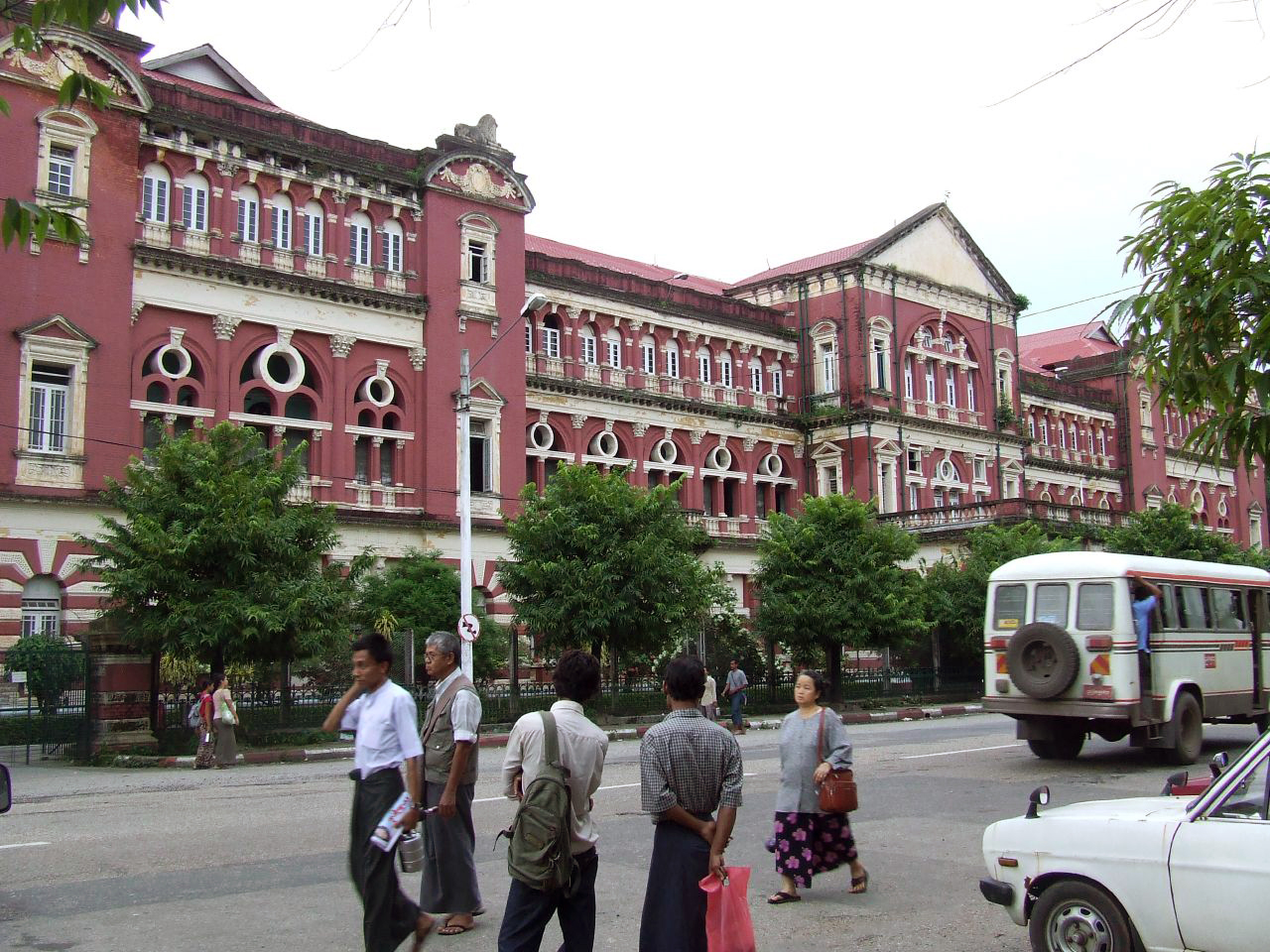
Kolonialarchitektur in Rangun

Rangun ist eine der wenigen Städte in Südostasien, die bis heute einen relativ großen Baubestand aus der Kolonialzeit bewahrt haben. Dazu zählen ehemalige Regierungs- und Verwaltungsgebäude, Wohn- und Geschäftshäuser, aber auch zahlreiche Kultstätten unterschiedlichster Religionen, ein Ergebnis der großen Zuwanderungsströme unter britischer Herrschaft, vor allem aus Indien. So finden sich heute in der von den Briten im 19. Jahrhundert planmäßig angelegten Altstadt neben buddhistischen Pagoden etliche hinduistische und chinesische Tempel, zahlreiche Moscheen und einige Kirchen. Auch kleinere Religionsgemeinschaften wie die der Jainas haben in der Altstadt von Rangun eigene Gebäude, die noch aus der britischen Kolonialzeit stammen. Dazu zählt auch eine kleine Synagoge (in der 26. Straße). Der Gebetsruf von Muezzins gehört in der Altstadt von Rangun genau so zum Alltag wie buddhistische Mönche, die Essensgaben entgegennehmen, hinduistische Prozessionen und Kirchengeläut.
Die Altbausubstanz ist allerdings stark bedroht, einerseits durch die jahrzehntelange Vernachlässigung der Bauten, andererseits durch Immobilienspekulation: Durch die politischen und wirtschaftlichen Reformen unter Präsident Thein Sein seit 2011 hat die wirtschaftliche Dynamik in Myanmar deutlich zugenommen und die Immobilienpreise in Rangun sind gestiegen. Denkmalschützer befürchten deshalb, dass in Rangun eine ähnliche Entwicklung bevorsteht wie in anderen Metropolen Asiens, in denen das architektonische Erbe der Immobilienspekulation zum Opfer gefallen ist.

## Wirtschaft und Infrastruktur

### Wirtschaft
Rangun ist der wichtigste Seehafen Myanmars. Um die Stadt ist der größte Teil der Industrie angesiedelt. Haupterzeugnisse sind Nahrungsmittel, pharmazeutische Artikel, Stoffe und Textilien. Vor allem der Tourismus, aber auch der Schiffbau und die Schiffsreparaturindustrie sowie die Erdölraffinerien, sind von großer Bedeutung für die Wirtschaft.

### Verkehr
Seit Dezember 2010 ist Rangun über den Yangon-Mandalay Expressway direkt mit Mandalay verbunden.
Eisenbahn und Straßenbahn

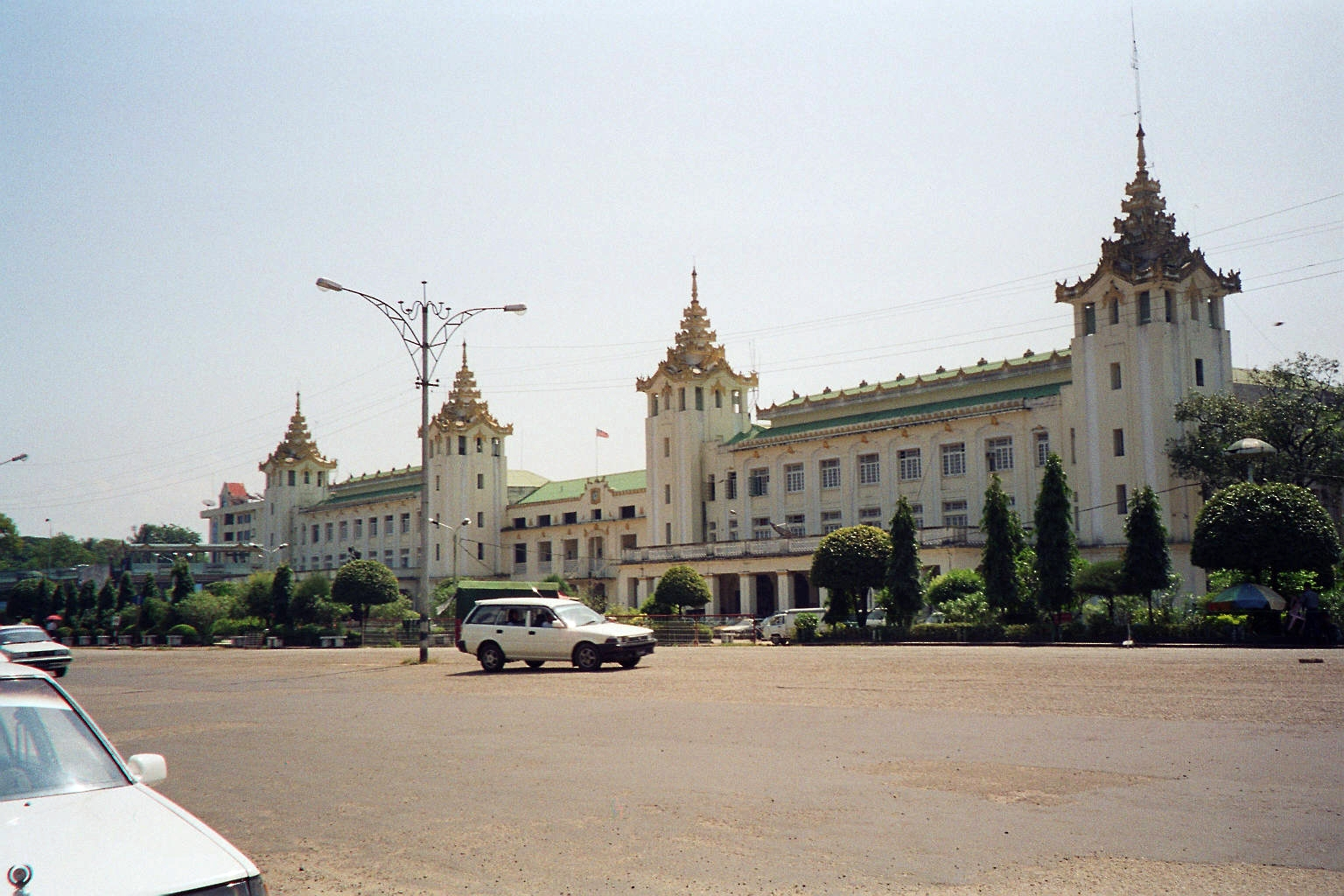
Hauptbahnhof Rangun (2006)

Der Hauptbahnhof Rangun ist die Hauptendstation des 5.403 Kilometer langen Schienennetzes der Myanmar Railways, das Ober-Myanmar (Naypyidaw, Mandalay, Shwebo), das Landesinnere (Myitkyina), die Shan-Hügel (Taunggyi, Lashio) und die Taninthayi-Küste (Mawlamyine, Dawei) erreicht.
Die Yangon Circular Railway betreibt ein 45,9 Kilometer langes Nahverkehrsnetz mit 39 Stationen, das die Satellitenstädte von Yangon verbindet. Das System wird von der lokalen Bevölkerung stark genutzt und verkauft täglich etwa 150.000 Tickets. Die Popularität der Pendlerlinie ist sprunghaft angestiegen, seit die Regierung im August 2007 die Benzinsubventionen gekürzt hat.
Im Jahr 2017 stellte die japanische Regierung mehr als 200 Millionen US-Dollar an Finanzmitteln bereit, um eine Reihe von Arbeiten zu unterstützen, darunter die Entwicklung und Wartung der ringförmigen Eisenbahnlinie von Yangon, der Kauf neuer Waggons und die Modernisierung der Signalgebung.
Von Januar bis Juni 2016 verkehrte auf 4,8 Kilometern Länge die Straßenbahn Yangon mit gebraucht erworbenen Straßenbahnwagen aus Hiroshima auf einer neugebauten Strecke im Süden der Innenstadt.

#### Flugverkehr

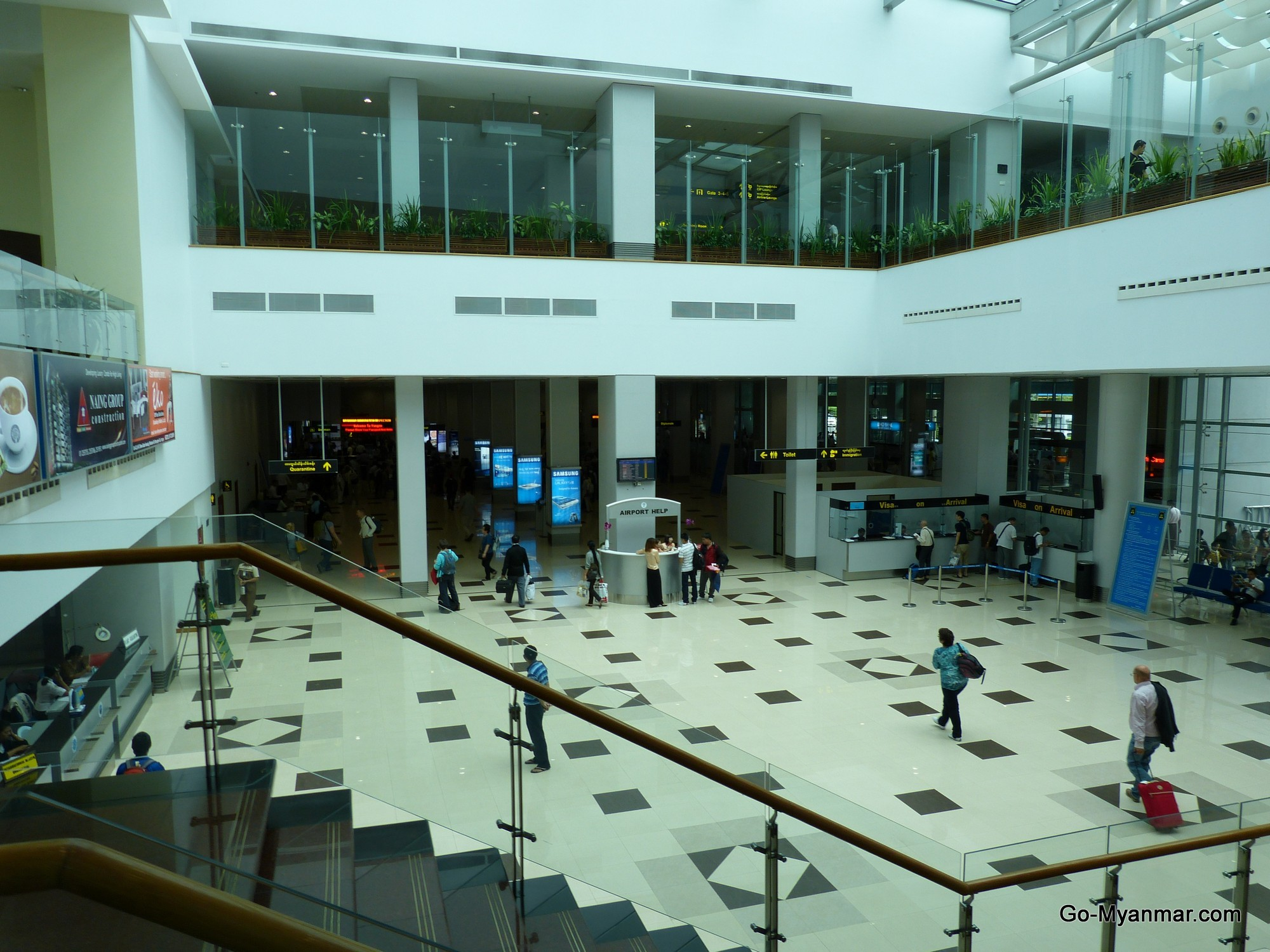
Flughafen Rangun (2012)

Rangun verfügt über einen internationalen Flughafen. Der Flughafen Rangun (IATA-Code RGN) befindet sich rund 19 km nördlich des Stadtzentrums im Vorort Mingaladon. Da der Flughafen international üblichen Standards nur bedingt gerecht wurde, begannen im Jahr 2003 umfangreiche Arbeiten zur Erweiterung des Airports und seiner Infrastruktur. Hierzu zählen die Verlängerung der bisher einzigen Landebahn sowie ein großzügig bemessenes neues Terminalgebäude. Nach Abschluss der Maßnahme im Jahr 2006 kann Yangon International auch von Großraumjets wie der Boeing 747 angeflogen werden und wird über eine geschätzte Kapazität von etwa 2,7 Millionen Fluggästen pro Jahr verfügen.

### Bildung
In Rangun befinden sich zahlreiche Universitäten, Hochschulen und Forschungsinstitute. Dazu gehören unter anderem: East Yangon University, Thingangyun Education College, West Yangon University, Yangon Institute of Economics, Yangon Institute of Education, Yangon Institute of Marine Technology, Yangon Institute of Nursing, Yangon Technological University, Yangon University, Yangon University of Dental Medicine, Yangon University of Computer Studies (UCSY), Yangon University of Culture, Yangon University of Distant Education, Yangon University of Foreign Languages, Yangon University of Medicine 1, Yangon University Of Medicine 2, Yangon University of Para-Medical Science, Yangon University of Pharmacy und Yankin Education College.

### Partnerstädte
- Kathmandu, Nepal
- Haikou, China

## Söhne und Töchter der Stadt
- Diana Abgar (1859–1937), armenische Schriftstellerin und Diplomatin
- Aw Boon Haw (1882–1954), chinesischer Unternehmer
- Abraham Sofaer (1896–1988), britischer Schauspieler
- Sayagyi U Ba Khin (1899–1971), Lehrer der Vipassana-Meditation
- Elizabeth Ferrars (1907–1995), britische Schriftstellerin
- Inamullah Khan (1912–1997), islamischer Gelehrter und Aktivist
- Peter Townsend (1914–1995), britischer Fliegeroberst und Schriftsteller
- Ike Isaacs (1919–1996), britischer Jazzgitarrist
- Cedric West (1919–1997), britischer Jazzmusiker
- Donald Michie (1923–2007), britischer Biowissenschaftler und Forscher
- Harry H. Corbett (1925–1982), britischer Schauspieler
- Cedric Baxter (1930–2024), australischer Maler und Graphiker
- Win Min Than (* 1932), Schauspielerin
- Henry Kamen (* 1936), Historiker
- Aung Thwin (* 1936), Bildhauer
- Thein Myint (* 1937), Boxer[11]
- Hla Nyunt (* 1938), Boxer
- Jeanne Roland (* 1942), englische Schauspielerin
- Aung San Suu Kyi (* 1945), Politikerin und Unabhängigkeitskämpferin
- Nick Drake (1948–1974), britischer Folkmusiker
- Joachim Rego CP (1954), australischer römisch-katholischer Ordensgeistlicher und Generalsuperior der Passionisten
- Vijay Rupani (1956–2025), indischer Politiker
- James Wilby (* 1958), britischer Schauspieler
- Yawd Serk (* 1959), Politiker
- Zarganar (* 1961), Komiker, Schauspieler und Regisseur
- Min Ko Naing (* 1962), Freiheitskämpfer
- Benny Lee (* 1965), US-amerikanischer Badmintonspieler burmesischer Herkunft
- Tay Za (* 1967), Geschäftsmann
- Kalyar Platt (* 1972), Ökologin und Naturschützerin
- Zayar Thaw (1981–2022), Politiker, Hip-Hop-Künstler und Aktivist
- Yan Paing (* 1983), Fußballspieler
- Naing Zayar Htun (* 1985), Fußballspieler
- Thiha Sithu (* 1987), Fußballspieler
- Yan Aung Kyaw (* 1989), Fußballspieler
- Kyaw Zin Htet (* 1990), Fußballspieler
- Win Morisaki (* 1990), Schauspieler und Sänger
- Kyi Lin (* 1992), Fußballspieler
- Than Htet Aung (* 1992), Fußballspieler
- Kaung Sett Naing (* 1993), Fußballspieler
- Aung Kyaw Naing (* 1994), Fußballspieler
- Min Kyaw Khant (* 1995), Fußballspieler
- Maung Maung Lwin (* 1995), Fußballspieler
- Hein Thiha Zaw (* 1995), Fußballspieler
- Sithu Aung (* 1996), Fußballspieler
- Ye Min Thu (* 1998), Fußballspieler
- Thet Htar Thuzar (* 1999), Badmintonspielerin